# Iatromathematica
Iatromathematica is geneeskundige astrologie, waarbij klinische verschijnselen verbonden worden met het onderzoek naar de invloed van sterren en planeten. Het begrip gaat terug op de titel van een hermetisch traktaat dat bekendheid genoot in de Latijnse middeleeuwen. 
Volgens die Iatromathematica zijn de zeven klassieke planeten (zon, maan, Mercurius, Venus, Mars, Jupiter en Saturnus) bijvoorbeeld verbonden met de ledematen. Die planeten, zo dacht men, zenden stralen uit die bestaan uit die bestaan uit de vijf klassieke elementen die inwerken op het lichaam. Een alternatieve gedachte berust op de platonische voorstelling van het heelal als levend wezen, waarbij het ene deel het andere beïnvloedt, zodat hemelfenomenen een teken zijn van pathologie. De macrokosmos weerspiegelt dan dus de microkosmos. Bovendien geloofde men dat de sterren en planeten het leven op aarde bestuurden en bepaalden wat daarop gebeurde.
In het oud-Griekse Corpus Hippocraticum komt iatromathematica nog niet voor, maar in de Romeinse tijd wel. Iatromathematische traktaten bleven circuleren tot in de vroegmoderne tijd, maar vaak van slechts praktische aard zonder speculatieve theoretische onderbouwing. De werken van neoplatonist Marsilio Ficino en de arts Paracelsus vormen hierop een uitzondering.
De christelijke verklaring voor iatromathematica was dat God in zijn genade een middel aan de mens gaf om de onzichtbare processen in het lichaam kenbaar te maken.

## Bron
- Zanier, G. 'Iatromathematica.' In: Dictionary of Gnosis and Western Esotericism. Red. W.J. Hanegraaff. Leiden: Brill 2006, blz. 588-590.